# Erik Sviatchenko
Erik Sergeivich Sviatchenko, född 4 oktober 1991, är en dansk fotbollsspelare som spelar för Houston Dynamo. Han är son till konstnären Sergei Sviatchenko.

## Karriär
Den 17 januari 2016 värvades Sviatchenko av Celtic, där han skrev på ett 4,5-årskontrakt. Han debuterade den 31 januari 2016 i den skotska Ligacupen mot Ross County. Celtic förlorade matchen med 3–1 och Sviatchenko byttes in i den 14:e minuten mot Callum McGregor. Hans seriedebut kom den 3 februari 2016 i en 2–1-förlust mot Aberdeen.
Den 16 januari 2018 lånades Sviatchenko tillbaka till FC Midtjylland på ett låneavtal över resten av säsongen 2017/2018. Den 27 maj 2018 blev det klart att Sviatchenko stannade i FC Midtjylland på en permanent övergång.
Den 24 mars 2023 värvades Sviatchenko av amerikanska Major League Soccer-klubben Houston Dynamo, där han skrev på ett tvåårskontrakt med option på ytterligare ett år.

## Meriter
FC Midtjylland
- Superligaen (3): 2014/2015, 2017/2018, 2019/2020
- Danska cupen: 2018/2019

Celtic
- Scottish Premiership (2): 2015/2016, 2016/2017
- Scottish League Cup (2): 2016/2017, 2017/2018
- Scottish Cup (1): 2016/2017